# Lanțul

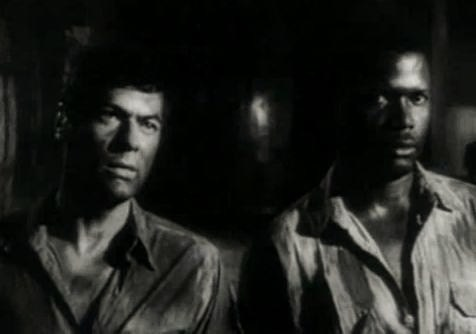
Tony Curtis și Sidney Poitier într-o scenă din film

Lanțul (titlul original: în engleză The Defiant Ones) este un film dramatic american, realizat în 1958 de regizorul Stanley Kramer, după romanul omonim a scriitorului Nedrick Young, protagoniști fiind actorii Sidney Poitier, Tony Curtis, Theodore Bikel, Lon Chaney Jr..

## Conținut
Deținuții John „Joker” Jackson și Noah Cullen reușesc să evadeze după un accident în care a fost implicată duba în care erau transportați. Întrucât sunt legați împreună cu un lanț prins de încheieturile mâinilor, trebuie să ajungă la un compromis și să-și pună sub control dificultățile personale, dacă vor ca fuga lor să aibă succes. Asta, pentru că John este un bărbat „alb” până în măduva oaselor, care privește de sus pe negri, iar Noah, este un „negru” cu gura mare și convins că toți albii sunt aroganți și nedrepți.
Primul punct asupra căruia cuplul inegal trebuie să fie de acord, este direcția în care să fugă. John vrea să plece spre sud, unde Noah nu vede nicio șansă pentru el însuși, așa că se decid să o ia spre nord. Sunt urmăriți de o echipă de căutare cu câini Bloodhound. Treptat, relația dintre cei doi se schimbă, ajungând la un respect reciproc și înțelegere bună.
Când într-o noapte intră într-o benzinărie dintr-un sat, sunt prinși de localnici. Un fost deținut care locuiește în sat, împiedică linșarea lor și îi ajută să scape. Ajung la o fermă care este administrată doar de o femeie împreună cu băiatul ei Billy, unde primesc mâncare și reușesc să scape de lanț.
Din cauza lanțului, brațul lui John s-a inflamat și acesta a făcut febră. Pe măsură ce femeia are grijă de el, ei devin apropiați și căutând cu disperare un bărbat, îl convinge pe John să rămână cu ea și Billy și să-l abandoneze pe Noah, pe care și ea îl disprețuiește din cauza culorii lui. Noah îi surprinde în această conversație, dar este totuși de acord să continue drumul singur. Fermiera îi împachetează de-ale gurii și îi descrie calea care trece printr-o mlaștină, către cea mai apropiată linie de cale ferată. După ce Noah a plecat, fericită îi spune lui John că acum nu stă nimic în calea fericirii lor, pentru că nu există nici un drum prin mlaștină, iar Noah va muri acolo și nu-l mai poate trăda pe John. Dezgustat, John o respinge pe femeie, din care cauză Billy îl împușcă. Se grăbește după Noah, îl prinde din urmă și împreună ajung la linia ferată, unde tocmai trecea un mărfar, cu care intenționau să plece cât mai repede, deoarece urmăritorii cu haita de câini se auzeau tot mai aproape. 
Noah sare în tren, dar nu reușește să-l tragă după el pe John, care era slăbit din cauza febrei și a rănii, ajungând doar la o lungime de lanț care nu demult i-a unit. Văzând că John rămâne tot mai mult în urmă, Noah sare din tren și îl ține îmbrățișat pe John care era total epuizat, până când șeriful s-a oprit gânditor în fața lor.

## Distribuție
- Sidney Poitier – Noah Cullen
- Tony Curtis – John „Joker” Jackson
- Theodore Bikel – șeriful Max Muller
- Charles McGraw – căptanul Frank Gibbons
- Lon Chaney Jr. – Big Sam
- King Donovan – Solly
- Claude Akins – Mack
- Lawrence Dobkin – editorul
- Whit Bissell – Lou Gans
- Carl "Alfalfa" Switzer – Angus
- Kevin Coughlin – Billy
- Cara Williams – mama lui Billy

## Melodii din film
Cântecul Long Gone este o adaptare după Long Gone (From Bowlin' Green) din 1920 scris de Chris Smith, muzica de compozitorul de blues William C. Handy, cântată de mai multe ori a cappella de Sidney Poitier.

## Premii și nominalizări
- 1958 - Festivalul de film din Berlin
  - Ursul de Argint pentru cel mai bun actor lui Sidney Poitier
  - Nominalizare Ursul de Aur lui Stanley Kramer
- 1959 - Premiile Oscar
  - Cel mai bun scenariu original lui Nedric Young și Harold Jacob Smith
  - Cea mai bună imagine lui Sam Leavitt
  - Nominalizare Cel mai bun film lui Stanley Kramer
  - Nominalizare Cel mai bun regizor lui Stanley Kramer
  - Nominalizare Cel mai bun actor lui Sidney Poitier
  - Nominalizare Cel mai bun actor lui Tony Curtis
  - Nominalizare Cel mai bun actor în rol secundar lui Theodore Bikel
  - Nominalizare Cel mai bun actor în rol secundar lui Cara Williams
  - Nominalizare Cel mai bun montaj lui Frederic Knudtson
- 1959 Globul de Aur
  - Premiul Globul de Aur pentru cel mai bun film dramatic
  - Nominalizare Cel mai bun film ce promovează prietenia internațională
  - Nominalizare Cel mai bun regizor lui Stanley Kramer
  - Nominalizare cel mai bun actor (dramă) lui Sidney Poitier
  - Nominalizare cel mai bun actor (dramă) lui Tony Curtis
  - Nominalizare Cea mai bună actriță în rol secundar lui Cara Williams
- 1959 - Premiile BAFTA
  - Cel mai bun actor lui Sidney Poitier
  - Nominalizare Cel mai bun film
  - Nominalizare Cel mai bun actor a Tony Curtis

## Remake
- 1972 În filmul Black Mama White Mama, regia Eddie Romero, actrițele Pam Grier și Margaret Markov interpretează varianta feminină a celor doi evadați.
- 1986 Pentru televiziunea americană din SUA, s-a turnat remake-ul The Defiant Ones, cu actorii Robert Urich și Carl Weathers în rgia lui David Lowell Rich.